# Gilbert Mittler
Gilbert Mittler (17 juni 1949) is een Belgische bankier. Hij was van 2000 tot 2008 CFO van de bank en verzekeraar Fortis. Hij was een van de architecten achter de overname van ABN AMRO en de ontwikkeling van de groep. Op 1 augustus 2008 werd hij als gevolg van het dreigende faillissement tijdens de wereldwijde kredietcrisis ontslagen als CFO maar werd direct aangesteld als speciaal adviseur van de CEO, toen Herman Verwilst.
Gilbert Mittler kwam in de belangstelling toen hij meer dan vier miljoen euro ontslagpremie ontving. Dat is een veelvoud van wat CEO Jean-Paul Votron kreeg. Mittler werd bovendien doorbetaald bij Fortis als extern adviseur. Door de onhoudbaarheid van deze situatie stelde Fortis op 22 oktober 2008 een definitief einde aan Mittlers contract. Op 1 december werd bekend dat hij naast de ontslagpremie nog 900.000 euro aan pensioenuitkeringen eist van het concern.
In februari 2012 werd Mittler door de Rechtbank Utrecht veroordeeld wegens misleiding van beleggers. Volgens de rechtbank heeft Mittler, samen met de CEO van Fortis, beleggers in de zomer van 2008 op het verkeerde been gezet door negatieve en koersgevoelige informatie over de financiële gezondheid van Fortis geheim te houden. Aan een kleine groep vermogende particulieren moeten de twee een nader te bepalen schadevergoeding betalen.